# Stazione di Hozukyō
La stazione di Hozukyō (保津峡駅?, Hozukyō-eki) è una stazione ferroviaria situata nella città di Kameoka, nella prefettura di Kyoto in Giappone. Si trova sulla linea principale San'in ed è utilizzata dai treni del servizio linea Sagano. Uscendo da Kyoto è la prima stazione della città di Kameoka.

## Linee e servizi
JR West
■ Linea Sagano

## Caratteristiche
La stazione ferroviaria serve la linea Sagano che collega Kyoto con Kameoka, ed ha la particolarità di avere le banchine realizzate su un ponte sul fiume Katsura che scorre sotto la stazione. Il fabbricato viaggiatori si trova su uno dei lati della stazione, subito all'uscita di un tunnel.
| 1 | ■ Linea Sagano | per Nijō e Kyoto                   |
| 2 | ■ Linea Sagano | per Kameoka, Sonobe, e Fukuchiyama |

## Stazioni adiacenti
| «                   | Servizio     | »            |
| Linea Sagano        | Linea Sagano | Linea Sagano |
| ------------------- | ------------ | ------------ |
| Saga-Arashiyama     | Locale       | Umahori      |
| Il Rapido non ferma |              |              |